# Suga Suga
Suga Suga es una película de comedia romántica nigeriana de 2021 escrita por Priscilla Okpara y dirigida por Richard Omos Iboyi. Está protagonizada por Taiwo Obileye, Ayo Adesanya, Tana Adelana y Wole Ojo. Se estrenó en cines el 30 de abril de 2021 y recibió reseñas mixtas de los críticos.

## Sinopsis
Un rico y lujurioso multimillonario se enfrenta al descontento de su familia, tras ser descubierto en su más reciente infidelidad. Mientras tanto, una  joven inteligente decide trabajar como empleada doméstica en la mansión del multimillonario tras no conseguir un trabajo decente.

## Elenco
- Taiwo Obileye
- Ayo Adesanya
- Tana Adelana
- Wole Ojo
- Charles Inojie
- Gregory Ojefua
- Vivian Anani
- Cristiano Pablo

## Producción
El proyecto cinematográfico fue el primer largometraje de la empresa nigeriana de entretenimiento 360 G-Worldwide. Fue producida por Louiza Williams, egresada de la Academia de Cine de Nueva York. Los trabajos de filmación y postproducción terminaron a inicios de 2021.